# Stipagrostis proxima
Stipagrostis proxima är en gräsart som först beskrevs av Ernst Gottlieb von Steudel, och fick sitt nu gällande namn av De Winter. Stipagrostis proxima ingår i släktet Stipagrostis och familjen gräs. Inga underarter finns listade i Catalogue of Life.